# 井上史雄
井上 史雄（いのうえ ふみお、1942年5月17日 - ）は、日本の言語学者、東京外国語大学名誉教授。明海大学名誉教授。 山形県鶴岡市出身。2023年、瑞宝中綬章受章。
専門は「新方言」、方言イメージ、言語の市場価値などのアンケートである。

## 略歴
- 1961年、山形県立鶴岡南高等学校卒業。
- 1965年、東京大学文学部卒
- 1971年、同大学院言語学博士課程満期退学、東京大学文学部助手
- 北海道大学文学部助教授
- 1977年頃　東京外国語大学助教授
- 1985年、「新方言」の唱導とその一連の研究に対して金田一京助博士記念賞を受賞。
- 1986年、東京外国語大学教授
- 2001年、『東北方言の変遷：庄内方言歴史言語学的貢献』で東京大学文学博士。
- 2005年、東京外大定年退官、名誉教授、明海大学外国語学部日本語学科教授。
- 2013年、明海大学外国語学部日本語学科退職

## 著書

### 単著
- 『新しい日本語--《新方言》の分布と変化』(明治書院)1985
- 『言葉づかい新風景(敬語と方言)』(秋山書店)　1989
- 『方言学の新地平』明治書院　1994
- 『日本語ウォッチング』（岩波新書）1998
- 『敬語はこわくない 最新用例と基礎知識』1999　講談社現代新書
- 『東北方言の変遷 庄内方言歴史言語学的貢献』秋山書店　2000
- 『日本語の値段』大修館書店・ドルフィン・ブックス　2000
- 『計量的方言区画』明治書院　2001
- 『日本語は生き残れるか 経済言語学の視点から』2001　PHP新書
- 『日本語は年速一キロで動く』2003　講談社現代新書 ISBN 4061496727
- 『変わる方言動く標準語』2007　ちくま新書
- 『言語楽さんぽ』明治書院　2007
- 『その敬語では恥をかく!』PHP研究所　2007
- 『社会方言学論考 新方言の基盤』明治書院　2008
- 『経済言語学論考 言語・方言・敬語の値打ち』明治書院　2011

### 共編著
- 『辞典<新しい日本語>』鑓水兼貴共編著　東洋書林　2002
- 『言語文化研究3 現代日本語の様相』姫野昌子,上野田鶴子共著　放送大学　2005
- 『デジタル社会の日本語作法』荻野綱男,秋月高太郎共著　岩波書店　2007

### 翻訳
- ミルカ・イヴィッチ『言語学の流れ』早田輝洋共訳　みすず書房　1974